# Theresia Greter-Lustenberger
Theresia Greter-Lustenberger (* 1941 in Wolhusen LU) ist eine Schweizer Künstlerin. Sie lebt und arbeitet in Udligenswil.

## Leben
Theresia Greter-Lustenberger wurde 1941 als fünftes von sieben Kindern ihrer Eltern Sophie Lustenberger-Birrer und Joseph Lustenberger in Wolhusen geboren. Sie erhielt ihre künstlerische Ausbildung an der Kunstgewerbeschule Luzern, wo sie bei Alfred Sidler Aquarellieren, bei Max von Moos Schriften schreiben und – mit besonderer Vorliebe – Holzschnitt bei Orlando Hurter studierte. Es folgten ein Studienjahr in München und Weiterbildung an der Sommerakademie in Salzburg. Von 1992 bis 1994 bildete sie sich an der Gestaltungsschule Farbmühle in Luzern weiter.

## Werk
Das künstlerische Werk von Theresia Greter-Lustenberger umfasst Holzschnitt, Aquarell, Tuschezeichnung und Holzrelief. Beim Umgang mit Klöppel und Meissel, und dem handwerklichen Schaffen in Holz entwickelte sie ihren Stil. Besonders in der Technik des Holzschnitts ist ihre Verwurzelung mit ihrer luzernischen Heimat spürbar, welche sich in den Bildern aus dem Napfgebiet und dem Hinterland mit den knorrigen Bäumen, den katholisch geprägten Landschaften mit Kirchen und Kapellen, und mit abgelegenen, einsamen Höfen zum Ausdruck bringt.
Seit 1994 sind jährliche Reisen nach Costa Rica wichtige Inspirationsquellen für ihr Werk und erweitern die luzernischen Motive mit tropischen Eindrücken.

## Publikationen (Auswahl)
- Max Herzog: Theresia Greter-Lustenberger: Leben und Werk. Holzschnitte, Zeichnungen, Aquarelle, plastische Werke. Monographie.  2001.[2]
- Max Bolliger: Ein Stern am Himmel. Niklaus von Flüe. Holzschnitte Theres Greter-Lustenberger. Comenius, 1987, ISBN 3-905286-26-2.
- H. und H. Zschokke (Red.): Verein für Originalgraphik 1948–1982. Werkkatalog. Orell Füssli, Zürich 1982.
- Otto Odermatt (Hrsg.): Innerschweizer Almanach. 2 Bände Dabra, Stans 1972–1976.

## Ausstellungen (Auswahl)
- 2022: DESSIN, Galerie Vitrine, Luzern
- 2020: «Heimat Udligenswil», Kulturverein Udligenswil
- 2019: Kronen Galerie, Zürich
- 2018: Kronen Galerie, Zürich
- 2014: «Napf-Heimat», Kultur-Bad, Luthern Bad[3]
- 2005: Kulturverein Gemeindehaus Rotkreuz
- 1989: Gruppenausstellung, Schweizer Heimatwerk Zürich
- 1989: Gruppenausstellung, Schweizer Heimatwerk Zürich
- 1985: Galerie Fueterchrippe, Zuckenriet; Lehrerseminar Hitzkirch
- 1984: Galerie Brüggligasse, Luzern
- 1980: Galerie Rigikeller, Greppen
- 1978: Kunstmuseum Luzern, Jahresausstellung Zentralschweiz
- 1976: Mostra internazionale dei pittori naïfs. Premio dei pittori naïfs contemporanei: antologia della pittura naïve in Svizzera. Villa Malpensata Lugano
- 1975: Galerie Stadthaus, Schaffhausen; Kunstmuseum Luzern, Jahresausstellung Zentralschweiz (Ankauf Haltikon)
- Seit 1970: Diverse Ausstellungen in Galerien, Museen und Gemeinden